# Мечислава Цвикліньська
Мечислава Цвикліньська (пол. Mieczysława Ćwiklińska (справжнє ім'я і прізвище — Мечислава Трапшо); 1879–1972) — польська артистка театру і кіно, співачка.

## Біографія

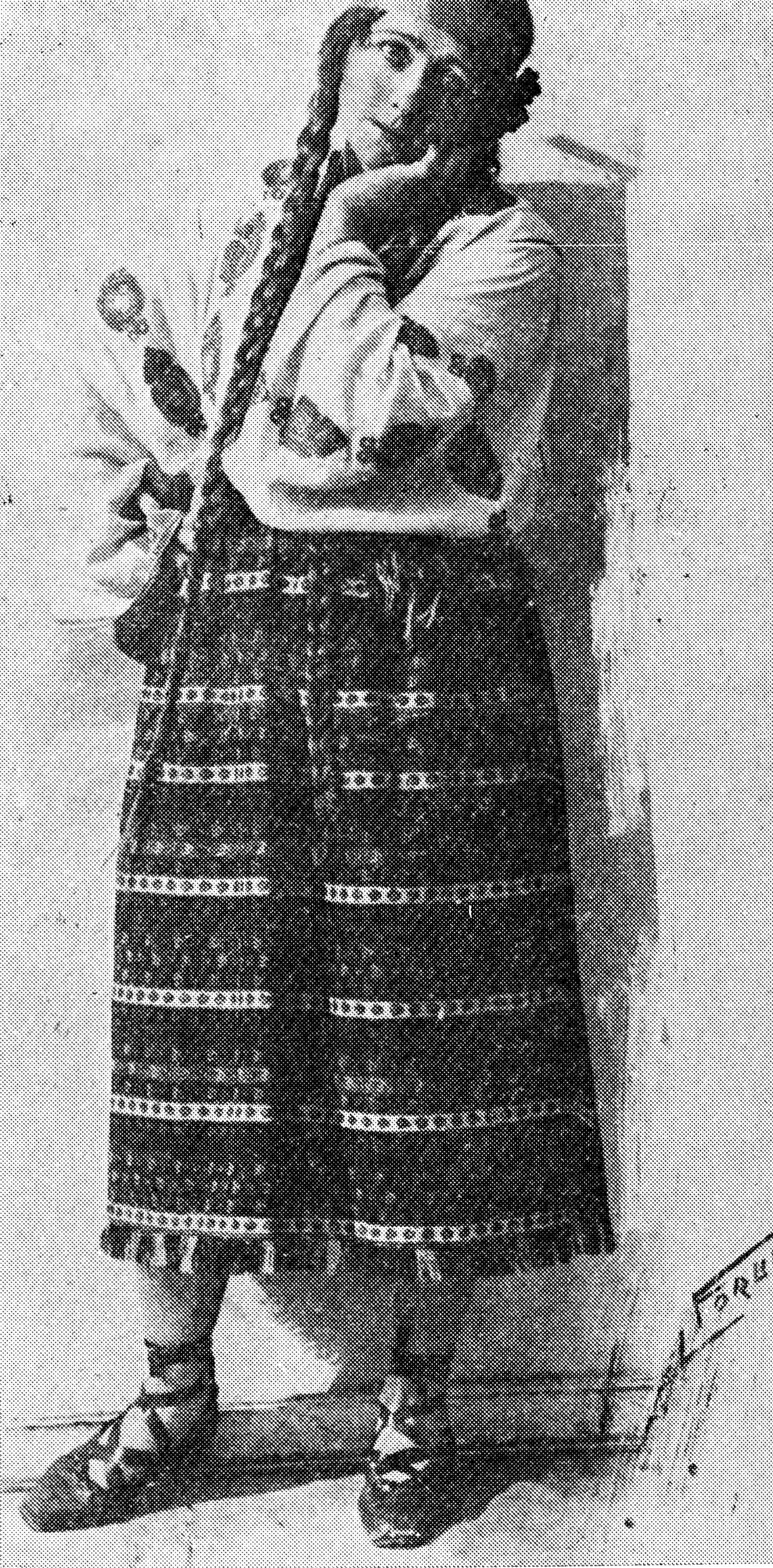

Народилася в театральній родині. Дебютувала на сцені варшавського «Людового Театру» в 1900 році в п'єсі Міхала Балуцького «Grube ryby».
Виступала в опереткових і оперних ролях в театрах Варшави, Лодзі, Києва, Мінська, Житомира, Москви, Санкт-Петербурга, Берліна і Дрездена.
Мала звучне сопрано, вчилася співати у Рибачкова у Варшаві. У березні 1907 року вирушила до Парижа, де в 1907—1908 році вдосконалювала голос у професора Джуліані. У 1911 році знову їздила вчитися співу в Париж, де до 1914 року під керівництвом Решке працювала над оперним репертуаром. Під час першої світової війни проживала в Парижі й виступала на сценах французької столиці.
У грудні 1916 року вона переїхала в Дьєпп, а звідти в Лондон. Через Норвегію, Швецію та Фінляндію в січні 1917 р. приїхала до Петрограда і пізніше до Москви. У жовтні 1918 року повернулася до Варшави. На початку 1920-х років — примадонна польської оперети.
Під час другої світової війни жила у Кракові.
Зніматися в кіно почала в зрілому віці, у 54 роки. Перша роль була зіграна Цвикліньською у 1933 році у фільмі «Його високоповажність суб'єкт».
У кіно грала переважно характерні та комедійні ролі.
Померла у Варшаві й була похована на Алеї заслужених поляків на кладовищі Старі Повонзки.
Її тітка — актриса Текла Трапшо.

## Ролі в кіно
1933
- Його високоповажність суб'єкт / Jego ekscelencja subiekt

1934
- Хіба Люцина дівчина? / Czy Lucyna to dziewczyna?

1935
- Антек — начальник поліції / Antek policmajster
- Панночка з спецвагона / Panienka z poste restante
- Вакуш / Wacuś

1936
- Американська авантюра / Amerykańska awantura
- Додек на фронті / Dodek na froncie
- Ядзя / Jadzia
- Пан Твардовський / Pan Twardowski
- Страшний двір / Straszny dwór
- Прокажена Trędowata

1937
- Візник №13 / Dorożkarz nr 13
- Дипломатична дружина / Dyplomatyczna żona
- Дівчата з Новолипки / Dziewczęta z Nowolipek
- Канцлер Міхоровський / Ordynat Michorowski
- Пан редактор скаженіє / Pan redaktor szaleje
- Пані міністр танцює / Pani minister tańczy
- Знахар / Znachor

1938
- Друга молодість / Druga młodość
- Gehenna
- Кордон / Granica
- Професор Вільчур Profesor Wilczur
- Роберт і Бертран / Robert i Bertrand
- Страхи Strachy
- Сигнали / Sygnały
- Верес / Wrzos

1939
- Білий негр / Biały Murzyn
- Доктор Мурек / Doktór Murek
- Брехня Кристини / Kłamstwo Krystyny
- У кінці дороги / U kresu drogi

1940
- Золота маска / Złota Maska
- Солдат королеви Мадагаскару / Żołnierz królowej Madagaskaru

1941
- Керую тут я / Ja tu rządzę
- Через сльози до щастя / Przez łzy do szczęścia
- Дружина і не дружина / Żona i nie żona

1942
- Заповіт професора Вільчура / Testament profesora Wilczura

1948
- Прикордонна вулиця / Ulica Graniczna

1956
- Нікодем Дизма / Nikodem Dyzma

## Нагороди
- «Золоті академічні лаври» Польської Академії Літератури (1937) — за досягнення у поширенні популярності польської драматичної літератури
- Орден «Прапор Праці» 2 ступеня (1949)
- Орден «Прапор Праці» 1 ступеня (1959)